# KP-1461
KP-161 là một loại thuốc chống vi rút thử nghiệm đang được nghiên cứu để điều trị HIV / AIDS. Nó thuộc nhóm thuốc ức chế men sao chép ngược nucleoside.
KP-1461 là một tiền chất của chất chống vi rút hoạt động KP-1212.